# Alfa de l'Indi
Alfa de l'Indi (α Indi) és l'estel més brillant en la constel·lació de l'Indi, amb magnitud aparent +3,11.
És coneguda pels noms de Persian («La Persa»), títol atorgat pels missioners jesuïtes, i Pe Sze (（波斯）), aquest últim en el marc de l'astronomia xinesa.
D'acord amb la nova reducció de les dades de paral·laxi d'Hipparcos, es troba a 98 anys llum de distància del Sistema Solar.
Alfa Indi és una gegant taronja de tipus espectral K0III-IV amb una temperatura superficial de 4860 K. El seu radi és 11 vegades més gran que el radi solar i la seva lluminositat equival a 62 vegades la del Sol.
Amb una massa de 2,1 masses solars, en el seu interior té lloc la fusió nuclear de l'heli en carboni i oxigen.
La composició química d'Alfa Indi mostra certes peculiaritats.
Anteriorment classificada com a «estel molt ric en metalls», mesures més recents li assignen una metal·licitat inferior a la solar ([Fe/H] = -0,13).
Altres metalls com el titani, níquel, vanadi i bari mostren igual tendència i únicament el magnesi sembla més abundant que en el Sol.
Alfa Indi pot tenir dues tènues companyes estel·lars de magnitud 12 i 13,5 respectivament, possiblement nanes vermelles. Pràcticament en posicions oposades respecte a l'estel principal, es trobarien separades més de 2000 ua d'aquesta, per la qual cosa tardarien un mínim de 50.000 anys a completar una òrbita.